# Maternidade livre

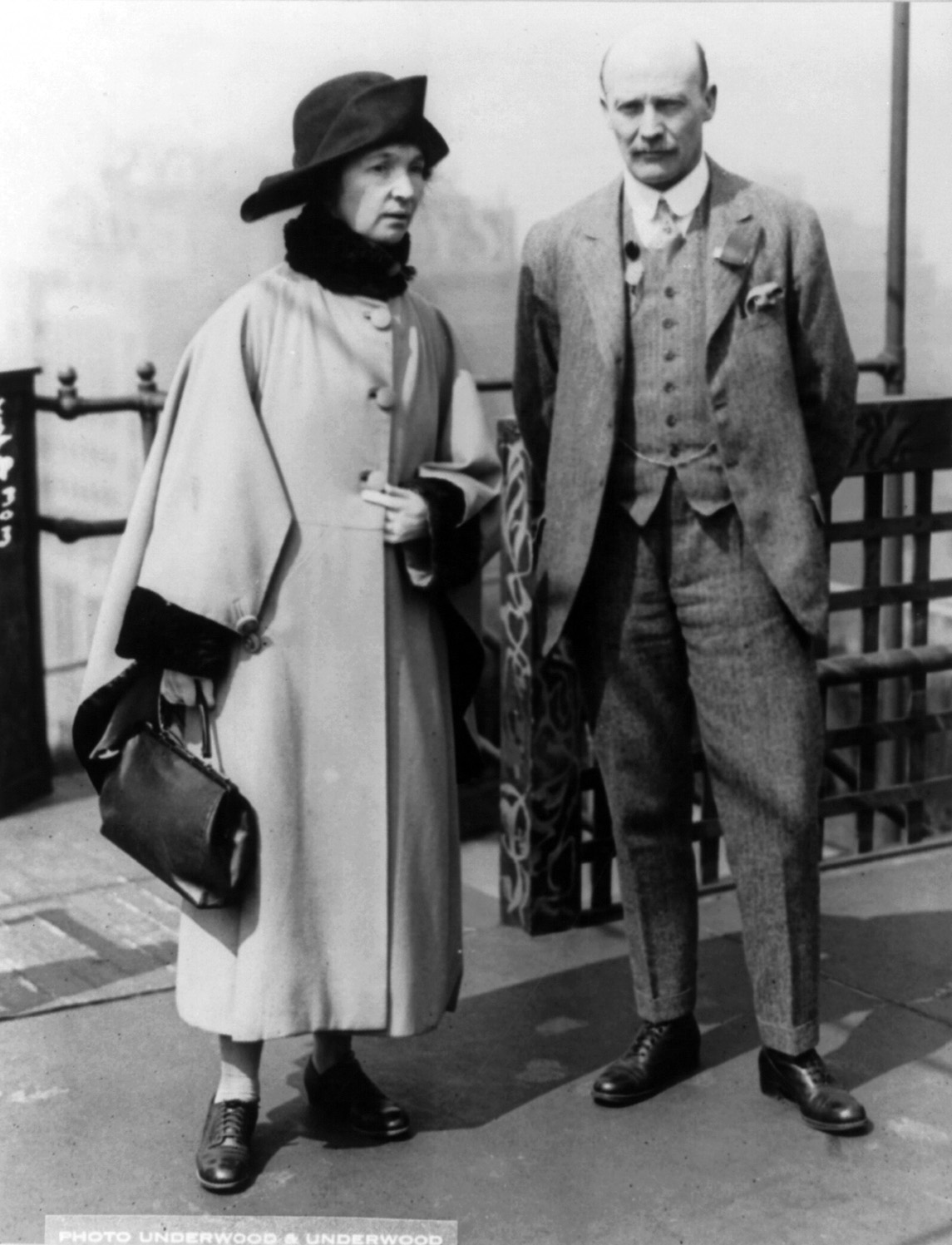
Margaret Sanger e Charles V. Drysdale na abertura da Sexta Conferência Mundial Neomalthusiana e sobre Controle de Natalidade celebrada no Hotel McAlpin, Nova York, USA em 1925. Charles V. Drydale foi um neomalthusiano prolífico, entre outros livros, escreveu A Crusade against Poverty (1906) e The Empire and the Birth-Rate (1914).

Maternidade livre, responsável ou consciente é um lema feminista que reivindica a liberdade da mulher para decidir sobre sua própria reprodução ou maternidade, utilizando o planejamento familiar - métodos anticonceptivos e a interrupção voluntária da gravidez- com o objetivo de engendrar ou não descendentes e, se for o caso, decidir sobre o número de filhos, bem como o momento e as circunstâncias, sejam sociais, econômicas e/ou pessoais, nas que se deseja tê-los.

## Antecedentes históricos damaternidade livre

### Neomalthusianismo
A Teoria populacional malthusiana (finais do século XIX e princípios do século XX) considerava um problema o excesso de famílias numerosas e a reprodução ilimitada das classes pobres já que condenava-lhes a uma vida miserável. Para resolver esta situação propunham a tomada de consciência sobre a necessidade da procriação limitada ou procriação consciente do proletariado, a separação entre sexualidade e reprodução, a defesa da maternidade livre, a promoção do planejamento familiar, o cuidado dos meninos bem como o uso e difusão de métodos anticonceptivos artificiais.
Paul Robin fundou em 1896 a Liga da Regeneração Humana da França cuja presidência de honra foi ocupada pelo inglês George Drysdale, autor de Elementos de Ciência Social, livro de 1854 que se tornou referência para o neomalthusianismo francês e espanhol. Seu irmão Charles R. Drysdale, também pioneiro do neomalthusianismo, escrevendo, entre outros, os livros The Population Question (1892) e The Cause of Poverty (1891). A Liga da Regeneração Humana foi dissolvida em 1908. Eugene Humbert e Jeanne Humbert foram dois dos líderes do movimento que continuaram a difusão das ideias neomalthusianas e dos métodos anticonceptivos, inclusive mesmo após terem sido proibidos por lei em 1920. Esse ativismo e recusa em se adequar aos assuntos permitidos pela lei, os levaram a ser presos diversas vezes. Eugene Humbert foi diretor da revista Génération Consciente, denominado Órgão de propaganda para a limitação voluntária de nascimentos (Organe de propagande pour a limitation volontaire dês naissances, Néo-Malthusianisme).
Entre as publicações neomalthusianas nas quais se reivindicava a maternidade livre, estão o opúsculo de 1906 de Paul Robin 'Livre amour, livre maternite' (amor livre, maternidade livre) e o livro de Jean Marestan de 1902 Le Mariage, l’amour livre et a livre maternité (O casamento, o amor livre a maternidade livre). Em Espanha, em 1906 - Luis Bulffi de Quintana publica "¡Huelga de vientres! Medios prácticos para evitar las familias numerosas" (Greve de ventres! Meios práticos para evitar as famílias numerosas), um panfleto de 32 páginas sobre o controle da procriação. Desde o neomalthusianismo demandava-se a assunção de seus postulados pelo feminismo da época.

### Começos do planejamento familiar
O desejo de ter ou não filhos podia até ser discutido em privado na sociedade, no entanto, estava fora de alcance a possibilidade efetiva de ter acesso aos métodos anticonceptivos e, no caso do aborto induzido, poder fazer o procedimento em condições sanitárias e legais e evitar assim os abortos inseguros que causavam uma alta mortalidade materna. Surge então o conceito de planejamento familiar que inclui tanto a educação sexual como o acesso a métodos anticonceptivos e a prática da interrupção voluntária da gravidez.
A norte-americana Margaret Sanger (1879-1966) e a britânica Marie Stopes (1880-1958) são consideradas pioneiras na reivindicação do planejamento familiar, na abertura das primeira clínicas de controle de natalidade em seus países bem como na criação das primeiras associações nacionais e internacionais de controle da natalidade.
Margaret Sanger foi uma enfermeira ativista a favor do planejamento familiar e fundadora, em 1921, da "Liga americana para o controle da natalidade" (American Birth Controle League) que converter-se-ia em 1942 na 'Federação americana para o planejamento familiar' (Planned Parenthood Federation of America - PPFA) que, junto a outras associações similares de numerosos países, constituiu em 1952, na Índia, a Federação Internacional de Planejamento Familiar da que Sanger foi presidenta até 1959.
Marie Stopes foi uma paleobotánica, acadêmica e ativista dos direitos da mulher e, como Sanger, pioneira no campo do controle da natalidade. Suas contribuições à paleontologia vegetal consideram-se significativas, tendo sido a primeira mulher acadêmica na Universidade de Manchester. Com seu segundo marido Humphrey Verdon Roe, fundou a primeira clínica para o controle da natalidade da Grã-Bretanha, em 1923. Stopes editou o boletim Birth Controle News onde se davam conselhos práticos explícitos. Ela acreditava que o casamento deveria ser sexualmente satisfatório para as duas pessoas envolvidas. Por isso, em março de 1918 publicou seu livro Married Love, um manual para vida sexual agradável para casais, que vendeu 2 mil cópias nas duas primeiras semanas após o lançamento, e 500 mil cópias até 1924. Esse manual foi polêmico e influente já que pôs no discurso público o tema do controle da natalidade. Stopes nunca esteve a favor do aborto induzido já que considerava que a prevenção -com o uso adequado de métodos anticonceptivos- era suficiente.

## Direitos reprodutivos, planejamento familiar e direitos sexuais

### Direitos reprodutivos
A institucionalização dos direitos reprodutivos produz-se em 1984, quando aparece o conceito -no marco de Nações Unidas e a Organização Mundial da Saúde- na Conferência de Teerão de 1968 e na definição de Bucarest (Conferência sobre População de 1974) como um direito fundamental tanto dos casais como dos indivíduos.
O Programa de Ação da Conferência Internacional sobre População e Desenvolvimento - O Cairo 1994 dá a seguinte  definição dos direitos reprodutivos:
Os direitos reprodutivos abrangem certos direitos humanos que já são reconhecidos em leis nacionais, documentos internacionais de direitos humanos e outros documentos de consenso. Esses direitos baseiam-se no reconhecimento do direito básico de todos os casais e indivíduos de decidir livre e responsavelmente o número de filhos, o espaçamento dos nascimentos e de ter a informação e os meios para fazê-lo, bem como o direito de atingir o mais alto nível de saúde sexual e reprodutiva. Também inclui o direito de tomar decisões reprodutivas sem discriminação, coerção ou violência, conforme estabelecido em documentos de direitos humanos.
Programa de Ação da Conferência Internacional sobre População e Desenvolvimento, Cairo, Egito, 5 a 13 de setembro de 1994, UN Doc. A/CONF.171/13/Rev.1 (1995)

### Planejamento familiar
A inclusão e integração do planejamento familiar dentro do campo dos direitos reprodutivos e da saúde reprodutiva produz-se pela primeira vez na Conferência Internacional para melhorar a saúde das Mulheres e da Crianças por meio do Planejamento Familiar, em Nairobi, Kenia, (5 a 9 de outubro de 1987).
Em numerosos países os serviços de planejamento familiar têm passado a ser parte da rede sanitária. Os serviços de planejamento familiar oferecem umas conjunto prestações oferecidas por profissionais sanitários especializados que incluem atividades e práticas educativas, preventivas, médicas e sociais que permitem aos indivíduos, incluídos menores, determinar livremente o número e intervalo de seus filhos e selecionar o meio mais adequado a suas circunstâncias. Para isso oferecem informação e acesso aos diferentes métodos anticonceptivos bem como assistência médica especializada para conseguir espaçar as gravidezes desejadas e evitar as gravidezes não desejadas. A finalidade última do planejamento familiar consiste em melhorar a saúde da mãe, seus filhos e a família em general. Neste sentido, as medidas preventivas de saúde básicas reconhecidas são o espaçamento dos partos, a limitação do tamanho da família e a programação dos nascimentos.

### Direitos sexuais
O direito à sexualidade considera-se um direito humano pelo que se reconhece a liberdade para expressar a própria sexualidade sem discriminação por motivos de orientação sexual. O direito à sexualidade reconhece o direito a liberdade de orientação sexual das pessoas e sua diversidade, seja esta heterossexual, homossexual (lesbianas, gays, bissexuais e pessoas transgêneros) (LGBT) bem como a proteção desses direitos. O direito à não discriminação é a base do direito à sexualidade, mas está estreitamente relacionado com o exercício e a proteção de outros direitos humanos fundamentais.

## Métodos anticonceptivos
A Organização Mundial da Saúde (OMS) estabelece critérios médicos para eleger o uso de um ou outro método anticonceptivo. Estes critérios pretendem garantir que as mulheres e os homens de todo mundo tenham acesso a serviços de planejamento familiar seguros e de alta qualidade.

### Métodos anticonceptivos preventivos
Entre os métodos anticonceptivos de barreira estão o preservativo, o Diafragma, o Capuz cervical e o Escudo de Lea. Entre os métodos anticonceptivos físico-biológicos está o Dispositivo intrauterino - DIU. Entre os métodos hormonais estão o Anel vaginal, a Pílula contraceptiva, Contraceptivo subdêrmico, os Adesivos anticonceptivos, os hormônios injetáveis e o Dispositivo intrauterino de hormônio. Entre os métodos químicos estão os Espermicidas. Entre os métodos permanentes a laqueadura, Vasectomia e a Histerectomia.

### Anticonceptivos de emergência
Administram-se após realizado o ato sexual e ante a possibilidade de uma gravidez não desejada: Acetato de ulipristal (marca ellaOne), Levonorgestrel (conhecido como pílula do dia seguinte), Mifepristona (é o anticonceptivo de emergência de referência em países como China e Rússia), Dispositivo intrauterino (inserido após o coito).

## Aborto induzido
O Aborto induzido ou interrupção voluntária ou intencional da gravidez consiste em provocar a finalização prematura do desenvolvimento vital do embrião ou feto antes de que a gestação avance, sua prática pode ser realizada seja como aborto com medicamentos ou como aborto cirúrgico. A prática do aborto induzido está qualificada de maneira muito diferente pelos países já que estes dão um tratamento jurídico do aborto muito diverso, desde o aborto livre durante um número de semanas de gestação até a proibição total, com criminalização da prática.

### Aborto com medicamentos
O medicamento de referência é a Mifepristona, que em doses altas, se administra para a prática do aborto com medicamentos junto com Misoprostol e se usam entre as primeiras 7 a 9 semanas de gravidez (49 a 63 dias).

### Aborto cirúrgico
O aborto cirúrgico é o conjunto de técnicas cirúrgicas que têm o fim de provocar um aborto induzido (utilizando diferentes técnicas dependendo das circunstâncias, diagnóstico e tempo de gestação.

## Reprodução assistida e Inseminação artificial
Os tratamentos para promover a fertilidade são também demandados como parte da reivindicação da maternidade livre ante situações de infertilidade. A reprodução assistida ou fecundação artificial é a técnica de tratamento da esterilidade ou infertilidade que implica uma manipulação dos embriões. Pode levar-se a cabo por meio de inseminação artificial e fecundação in vitro.

## Veja-se também
| - Direitos reprodutivos - Teoria Malthusiana - Educação sexual - Saúde sexual - Saúde reprodutiva | - Métodos anticonceptivos - Anticonceptivos de emergência - Maternidade - Margaret Sanger | - Aborto - Aborto induzido - IVE - Aborto com medicamentos - Reprodução assistida |